# スダホーク
スダホーク（欧字名:Suda Hawk、1982年4月6日 - 2003年4月16日）は、日本の競走馬、種牡馬。
主な勝ち鞍は、1985年の弥生賞（GIII）、1986年のアメリカジョッキークラブカップ（GII）、京都記念（GII）、1987年の阪神大賞典（GII）。
東京優駿（日本ダービー）と菊花賞では2着、天皇賞（春）と宝塚記念では3着に入るなど、GIでもたびたび好走した。

## 生涯

### デビューまで
アヤベジョーは、1973年に北海道新冠町の明和牧場で産まれた牝馬である。祖母は1957年に牝馬二冠を果たしたミスオンワードであり、父はファーザーズイメージであった。また母父が気性難で有名なアポッスルであり、同様に気性難を受け継いだ。競走馬として3歳から4歳にかけて7戦未勝利で引退し、繁殖牝馬となった。1982年4月6日、北海道浦河町の山内静雄牧場にて4番仔の牡馬（後のスダホーク）が誕生する。血統名はアヤベジョーの57といった。

アヤベジョーの57は母と異なり、落ち着いた性格であった。ただ、同じく山内牧場の同期6頭に紛れて、特に評価されていなかった。山内牧場の娘婿である中村常夫は、牧場時代をこう回顧している。
2歳春、美浦トレーニングセンター所属の古山良司調教師と馬主の須田松夫を連れて牧場を視察し、アヤベジョーの57と対面した。須田は長距離競走を好み、それまで15頭所有していた馬の半分以上をステイヤー血統であった。須田は、父がステイヤーのシーホークであることと古山の勧めで所有することが決定、800万円で購入した。秋には古山厩舎に入厩した。

### 競走馬時代

#### 3-4歳（1984-85年）
1984年11月3日、東京競馬場の新馬戦（芝1800メートル）に田村正光が騎乗してデビューし、3着に敗れた。続く2戦目でクビ差を制して初勝利を挙げ、3戦目の葉牡丹賞（400万円以下）では逃げ切り2連勝とした。1985年は2連敗の後、3月3日の弥生賞（GIII）に5番人気の評価で出走した。第3コーナーで2番手につけ、最終コーナーで先頭に立ち独走。1番人気のサクラサニーオーに4馬身差で重賞勝利を果たした。須田にとっても所有馬初の重賞勝利であった。続いて皐月賞に出走し、後方待機から抜け出すことができず6着に敗れた。

5月26日、東京優駿（日本ダービー）に出走し、田原成貴に乗り替わった。皐月賞を制したミホシンザンが骨折のために回避し、代わって皐月賞出走できなかったシリウスシンボリが1番人気に推され、続く2番人気であった。スタートから後方待機し、第3コーナーで進路を内に取り、最終コーナーで先頭に並びかけた。しかし、大外からシリウスシンボリにかわされ、ついていけなかった。シリウスシンボリに3馬身差遅れ、追い込んだスクラムダイナにハナ差だけ先着する2着となった。田原はこう振り返っている。
秋は、神戸新聞杯、京都新聞杯とどちらも5着に敗れた後、11月10日の菊花賞に出走、スダホークは2番人気に推された。東京優駿に出走できず、1番人気に推されたミホシンザンをマークしながら最終コーナーに達したが、ミホシンザンについていくことができなかった。1馬身4分の1差離されて、サクラサニーオーよりクビ差だけ先着した2着であった。田原は「（前略）勝ち馬とは瞬発力の差が出てしまった」と分析している。続く有馬記念では、シンボリルドルフ、ミホシンザン、ニシノライデンに次ぐ4着に入った。

#### 5-7歳（1986-88年）
1986年は、アメリカジョッキークラブカップで始動。先行勢の後方から最終コーナーで2番手まで位置を上げ、直線で先頭に立つと後方に1馬身差で重賞2勝目となった。なお、走破タイム2分13秒2はレコードタイムであった。田原は「（前略）今年はスダホークと心中しますよ」と評するほどであった。続く京都記念では中団待機から直線に入り、先行するメジロヘンリーを4分の3馬身かわして重賞連勝、3勝目となった。
サンケイ大阪杯では1番人気に推され、後方から追い上げるも、サクラユタカオーをアタマ差届かず2着。続く天皇賞（春）も単枠指定制度の対象となり、1番人気に推された。後方待機から第3コーナーで位置を上げたものの、後退して7着。それから宝塚記念、毎日王冠、秋古馬三冠競走に出走したがいずれも敗退した。
1987年は、阪神大賞典ではマルブツファーストをアタマ差差し切り重賞4勝目となった。続く天皇賞（春）ではミホシンザンに及ばず3着に敗れた。翌1988年も現役を続行し、宝塚記念では13頭立て8番人気であったが、追い込み3着に食い込んだ。7月上旬、持病の裂蹄が悪化したため、競走馬を引退した。

### 種牡馬時代
須田自身が所有し、日高軽種馬農協浦河種馬場で種牡馬になった。1994年に引退し、乗馬に転向、門別町の日高オーシャンファームに移動した。1995年には『さんまのナンでもダービー』（テレビ朝日系）のレース企画に登場し元気な姿を見せたが（鞍上は郷原洋司）、レースは距離ハンデが厳しく4着（6頭立て）に敗れた。2003年4月16日、胃破裂のため死亡。

## 競走成績
以下の内容は、netkeiba.comおよびJBISサーチの情報に基づく。
| 競走日     | 競馬場 | 競走名         | 格   | 距離（馬場）  | 頭 数 | 枠 番 | 馬 番 | オッズ （人気） | 着順 | タイム | 着差 | 騎手      | 斤量 [kg] | 1着馬（2着馬）         |
| ---------- | ------ | -------------- | ---- | ------------- | ----- | ----- | ----- | --------------- | ---- | ------ | ---- | --------- | --------- | ---------------------- |
| 1984.11.03 | 東京   | 3歳新馬        |      | 芝1800m（良） | 12    | 6     | 8     | 014.90（5人）   | 03着 | 1:52.2 |      | 0田村正光 | 54        | サザンフィーバー       |
| 0000.11.17 | 東京   | 3歳新馬        |      | ダ1700m（不） | 8     | 6     | 6     | 006.60（3人）   | 01着 | 1:46.3 |      | 0田村正光 | 54        | （キヨヒリュウ）       |
| 0000.12.08 | 中山   | 葉牡丹賞       | 4下  | 芝2000m（良） | 9     | 5     | 5     | 005.10（3人）   | 01着 | 2:04.6 |      | 0田村正光 | 54        | （モンテモン）         |
| 1985.01.19 | 中山   | ジュニアC      |      | 芝2000m（良） | 7     | 4     | 4     | 005.10（2人）   | 02着 | 2:04.7 |      | 0田村正光 | 55        | ミラーシロー           |
| 0000.02.10 | 東京   | 共同通信杯4歳S | GIII | 芝1800m（不） | 12    | 3     | 3     | 019.10（7人）   | 05着 | 1:53.3 |      | 0田村正光 | 55        | サクラユタカオー       |
| 0000.03.03 | 中山   | 弥生賞         | GIII | 芝2000m（重） | 13    | 4     | 5     | 021.40（5人）   | 01着 | 2:03.0 |      | 0田村正光 | 55        | （サクラサニーオー）   |
| 0000.04.14 | 中山   | 皐月賞         | GI   | 芝2000m（稍） | 22    | 3     | 6     | 008.70（3人）   | 06着 | 2:03.2 |      | 0田村正光 | 57        | ミホシンザン           |
| 0000.05.26 | 東京   | 東京優駿       | GI   | 芝2400m（重） | 26    | 4     | 12    | 008.00（2人）   | 02着 | 2:31.5 |      | 0田原成貴 | 57        | シリウスシンボリ       |
| 0000.09.29 | 阪神   | 神戸新聞杯     | GIII | 芝2000m（不） | 12    | 8     | 12    | 002.30（1人）   | 05着 | 2:04.8 |      | 0田原成貴 | 56        | スピードヒーロー       |
| 0000.10.20 | 京都   | 京都新聞杯     | GII  | 芝2200m（良） | 13    | 3     | 4     | 011.50（3人）   | 03着 | 2:15.1 |      | 0田原成貴 | 57        | ミホシンザン           |
| 0000.11.10 | 京都   | 菊花賞         | GI   | 芝3000m（稍） | 18    | 5     | 11    | 009.60（2人）   | 02着 | 3:08.3 |      | 0田原成貴 | 57        | ミホシンザン           |
| 0000.12.22 | 中山   | 有馬記念       | GI   | 芝2500m（良） | 10    | 8     | 9     | 038.00（5人）   | 04着 | 2:34.2 |      | 0田原成貴 | 55        | シンボリルドルフ       |
| 1986.01.19 | 中山   | アメリカJCC    | GII  | 芝2200m（良） | 6     | 1     | 1     | 001.90（1人）   | 01着 | 2:13.3 | -0.2 | 0田原成貴 | 56        | （ハーバークラウン）   |
| 0000.02.16 | 京都   | 京都記念       | GII  | 芝2400m（良） | 14    | 6     | 9     | 001.90（1人）   | 01着 | 2:30.3 | -0.1 | 0田原成貴 | 58.5      | （メジロヘンリー）     |
| 0000.03.30 | 阪神   | サンケイ大阪杯 | GII  | 芝2000m（稍） | 10    | 8     | 10    | 001.60（1人）   | 02着 | 2:01.6 | -0.0 | 0田原成貴 | 57        | サクラユタカオー       |
| 0000.04.29 | 京都   | 天皇賞（春）   | GI   | 芝3200m（重） | 16    | 8     | 16    | 001.50（1人）   | 07着 | 3:26.4 | -1.0 | 0田原成貴 | 58        | クシロキング           |
| 0000.06.01 | 阪神   | 宝塚記念       | GI   | 芝2200m（良） | 17    | 2     | 3     | 005.80（2人）   | 05着 | 2:14.7 | -0.3 | 0田原成貴 | 56        | パーシャンボーイ       |
| 0000.10.05 | 東京   | 毎日王冠       | GII  | 芝1800m（良） | 8     | 4     | 4     | 017.00（7人）   | 08着 | 1:47.3 | -1.3 | 0田村正光 | 58        | サクラユタカオー       |
| 0000.10.26 | 東京   | 天皇賞（秋）   | GI   | 芝2000m（良） | 16    | 2     | 3     | 031.1（10人）   | 10着 | 1:59.8 | -1.5 | 0田村正光 | 58        | サクラユタカオー       |
| 0000.11.23 | 東京   | ジャパンC      | GI   | 芝2400m（良） | 14    | 1     | 1     | 065.7（14人）   | 14着 | 2:26.7 | -1.7 | 0田村正光 | 57        | ジュピターアイランド   |
| 0000.12.21 | 中山   | 有馬記念       | GI   | 芝2500m（稍） | 12    | 4     | 4     | 023.50（9人）   | 11着 | 2:34.8 | -0.8 | 0田村正光 | 57        | ダイナガリバー         |
| 1987.01.25 | 京都   | 日経新春杯     | GII  | 芝2200m（重） | 7     | 3     | 3     | 004.20（3人）   | 05着 | 2:17.4 | -1.3 | 0田村正光 | 58        | フレッシュボイス       |
| 0000.03.15 | 阪神   | 阪神大賞典     | GII  | 芝3000m（重） | 9     | 7     | 7     | 004.80（2人）   | 01着 | 3:10.3 | -0.0 | 0田村正光 | 58        | （マルブツファースト） |
| 0000.04.29 | 京都   | 天皇賞（春）   | GI   | 芝3200m（良） | 10    | 7     | 8     | 009.30（3人）   | 03着 | 3:20.8 | -0.4 | 0田村正光 | 58        | ミホシンザン           |
| 0000.06.14 | 阪神   | 宝塚記念       | GI   | 芝2200m（良） | 13    | 7     | 10    | 015.00（7人）   | 05着 | 2:13.4 | -1.1 | 0田村正光 | 57        | スズパレード           |
| 0000.12.27 | 中山   | 有馬記念       | GI   | 芝2500m（良） | 16    | 6     | 12    | 037.5（11人）   | 13着 | 2:36.0 | -2.1 | 0柴田政人 | 56        | メジロデュレン         |
| 1988.01.24 | 中山   | アメリカJCC    | GII  | 芝2200m（良） | 8     | 4     | 4     | 013.00（5人）   | 04着 | 2:13.7 | -0.3 | 0柴田政人 | 59        | カシマウイング         |
| 0000.03.13 | 阪神   | 阪神大賞典     | GII  | 芝3000m（稍） | 7     | 4     | 4     | 005.20（3人）   | 07着 | 3:13.5 | -1.4 | 0樋口弘   | 59        | タマモクロス           |
| 0000.04.29 | 京都   | 天皇賞（春）   | GI   | 芝3200m（稍） | 18    | 8     | 17    | 017.60（9人）   | 07着 | 3:24.0 | -2.2 | 0岩元市三 | 58        | タマモクロス           |
| 0000.06.12 | 阪神   | 宝塚記念       | GI   | 芝2200m（稍） | 13    | 8     | 12    | 024.30（8人）   | 03着 | 2:13.8 | -0.6 | 0田島良保 | 56        | タマモクロス           |

## 血統表
| スダホークの血統（エルバジェ系（ダークロナルド系） / Blue Peter5x4=9.38% ） | スダホークの血統（エルバジェ系（ダークロナルド系） / Blue Peter5x4=9.38% ） | スダホークの血統（エルバジェ系（ダークロナルド系） / Blue Peter5x4=9.38% ） | （血統表の出典）         | （血統表の出典） |
| 父 *シーホーク Sea Hawk 1963 芦毛 アイルランド                              | 父の父Herbager 1956 鹿毛                                                    | Vandale                                                                     | Plassy                   | Plassy           |
| 父 *シーホーク Sea Hawk 1963 芦毛 アイルランド                              | 父の父Herbager 1956 鹿毛                                                    | Vandale                                                                     | Vanille                  |                  |
| 父 *シーホーク Sea Hawk 1963 芦毛 アイルランド                              | 父の父Herbager 1956 鹿毛                                                    | Flagette                                                                    | Escamillo                | Escamillo        |
| 父 *シーホーク Sea Hawk 1963 芦毛 アイルランド                              | 父の父Herbager 1956 鹿毛                                                    | Flagette                                                                    | Fidgette                 |                  |
| 父 *シーホーク Sea Hawk 1963 芦毛 アイルランド                              | 父の母Sea Nymph 1957 芦毛                                                   | Free Man                                                                    | Norseman                 | Norseman         |
| 父 *シーホーク Sea Hawk 1963 芦毛 アイルランド                              | 父の母Sea Nymph 1957 芦毛                                                   | Free Man                                                                    | Fantine                  |                  |
| 父 *シーホーク Sea Hawk 1963 芦毛 アイルランド                              | 父の母Sea Nymph 1957 芦毛                                                   | Sea Spray                                                                   | Ocean Swell              | Ocean Swell      |
| 父 *シーホーク Sea Hawk 1963 芦毛 アイルランド                              | 父の母Sea Nymph 1957 芦毛                                                   | Sea Spray                                                                   | Pontoon                  |                  |
| 母 アヤベジョー 1973 鹿毛                                                   | 母の父*ファーザーズイメージ Fathers Image 1963 栗毛                         | Swaps                                                                       | Khaled                   | Khaled           |
| 母 アヤベジョー 1973 鹿毛                                                   | 母の父*ファーザーズイメージ Fathers Image 1963 栗毛                         | Swaps                                                                       | Iron Reward              |                  |
| 母 アヤベジョー 1973 鹿毛                                                   | 母の父*ファーザーズイメージ Fathers Image 1963 栗毛                         | Cosmah                                                                      | Cosmic Bomb              | Cosmic Bomb      |
| 母 アヤベジョー 1973 鹿毛                                                   | 母の父*ファーザーズイメージ Fathers Image 1963 栗毛                         | Cosmah                                                                      | Almahmoud                |                  |
| 母 アヤベジョー 1973 鹿毛                                                   | 母の母オンワードホール 1966 鹿毛                                            | *アポッスル                                                                 | Blue Peter               | Blue Peter       |
| 母 アヤベジョー 1973 鹿毛                                                   | 母の母オンワードホール 1966 鹿毛                                            | *アポッスル                                                                 | Bellani                  |                  |
| 母 アヤベジョー 1973 鹿毛                                                   | 母の母オンワードホール 1966 鹿毛                                            | ミスオンワード                                                              | Hard sauce               | Hard sauce       |
| 母 アヤベジョー 1973 鹿毛                                                   | 母の母オンワードホール 1966 鹿毛                                            | ミスオンワード                                                              | *ホールドタイト F-No.5-h |                  |

- 曾祖母・ミスオンワードは桜花賞・優駿牝馬（オークス）優勝。